# Bohuslav Luža
Bohuslav Luža (16. srpna 1892 Uherský Brod – 7. května 1945 Buchenwald) byl československý politik, starosta Uherského Brodu a meziválečný poslanec Národního shromáždění; za války vězněn nacisty.

## Biografie
V letech 1932–1939 vykonával funkci starosty rodného Uherského Brodu. Za jeho působení v starostenském úřadu prodělal Uherský Brod značný stavební rozvoj. Podílel se na rozhodnutí československé vlády o výstavbě České zbrojovky ve městě. Od roku 1919 zasedal v zdejším obecním zastupitelstvu. Byl ředitelem městské spořitelny v Uherském Brodu. Zasedal i v Moravskoslezském zemském zastupitelstvu.
V parlamentních volbách v roce 1935 kandidoval za Československou stranu národně socialistickou. Dodatečně pak získal poslanecké křeslo v Národním shromáždění. Mandát nabyl až v prosinci 1938, jako náhradník poté, co rezignoval poslanec Jaroslav Stránský. Rovnou nastoupil do poslaneckého klubu nově ustavené Strany národní jednoty.
Po německé okupaci finančně podporoval organizaci Obrana národa. Hned 1. září 1939 byl zatčen v rámci Akce Albrecht der Erste a po celou dobu války vězněn nacisty, nejprve na Špilberku, pak v koncentračních táborech Dachau a Buchenwald. Zemřel krátce po osvobození koncentračního tábora Buchenwald na epidemii skvrnitého tyfu. Jeho bratrem byl československý legionář, generál a člen protinacistického odboje Vojtěch Luža.